# Locarno (district)
Het district Locarno (Italiaans: Distretto di Locarno) is een bestuurlijke onderverdeling van het kanton Ticino. Het heeft een oppervlakte van 551,4 km² en telt 59.554 inwoners (eind 2004).
Het bestaat uit de volgende cirkels (circoli) en gemeenten (communi):

## Indeling
Het district bestaat uit de volgende cirkels (circoli) en gemeenten (communi):

### Circolo del Gambarogno
| Gemeentenaam | Inwoners (31/12/2016) | Oppervlakte (km²) |
| ------------ | --------------------- | ----------------- |
| Gambarogno   | 5154                  | 51,8              |

### Circolo delle Isole
| Gemeentenaam       | Inwoners (31/12/2016) | Oppervlakte (km²) |
| ------------------ | --------------------- | ----------------- |
| Ascona             | 5515                  | 5,0               |
| Brissago           | 1773                  | 17,8              |
| Losone             | 6612                  | 9,5               |
| Ronco sopra Ascona | 603                   | 5,0               |

### Circolo di Locarno
| Gemeentenaam | Inwoners (31/12/2016) | Oppervlakte (km²) |
| ------------ | --------------------- | ----------------- |
| Locarno      | 16.122                | 19,3              |
| Muralto      | 2686                  | 0,6               |
| Orselina     | 767                   | 1,9               |

### Circolo della Melezza
| Gemeentenaam       | Inwoners (31/12/2016) | Oppervlakte (km²) |
| ------------------ | --------------------- | ----------------- |
| Centovalli         | 1183                  | 51,4              |
| Terre di Pedemonte | 2608                  | 11,5              |

### Circolo della Navegna
| Gemeentenaam         | Inwoners (31/12/2016) | Oppervlakte (km²) |
| -------------------- | --------------------- | ----------------- |
| Brione sopra Minusio | 495                   | 3,8               |
| Gordola              | 4568                  | 7,0               |
| Mergoscia            | 216                   | 12,1              |
| Minusio              | 7268                  | 5,8               |
| Tenero-Contra        | 3040                  | 3,7               |

### Circolo d'Onsernone
| Gemeentenaam | Inwoners (31/12/2016) | Oppervlakte (km²) |
| ------------ | --------------------- | ----------------- |
| Onsernone    | 698                   | 107,5             |

### Circolo della Verzasca
| Gemeentenaam   | Inwoners (31/12/2016) | Oppervlakte (km²) |
| -------------- | --------------------- | ----------------- |
| Cugnasco-Gerra | 2861                  | 18,2              |
| Lavertezzo     | 1318                  | 0,9               |
| Verzasca       | 855                   | 216,8             |

Bellinzona · Blenio · Leventina · Locarno · Lugano · Mendrisio · Riviera · Vallemaggia